# 阿尔米桑
阿尔米桑（法語：Armissan，法語發音：[aʁmisɑ̃] ⓘ）是法国奥德省的一个市镇，位于该省东北部，属于纳博讷区。

## 地理
阿尔米桑（43°11'14"N, 3°5'48"E）面积12.51 平方千米，位于法国奧克西塔尼大區奥德省，该省份为法国南部沿海省份，北起塔恩省，西北接上加龙省，西接阿列日省，南至东比利牛斯省，东临地中海，东北与埃罗省接壤。
与阿尔米桑接壤的市镇（或旧市镇、城区）包括：纳博讷、维纳桑。
阿尔米桑的时区为UTC+01:00、UTC+02:00（夏令时）。

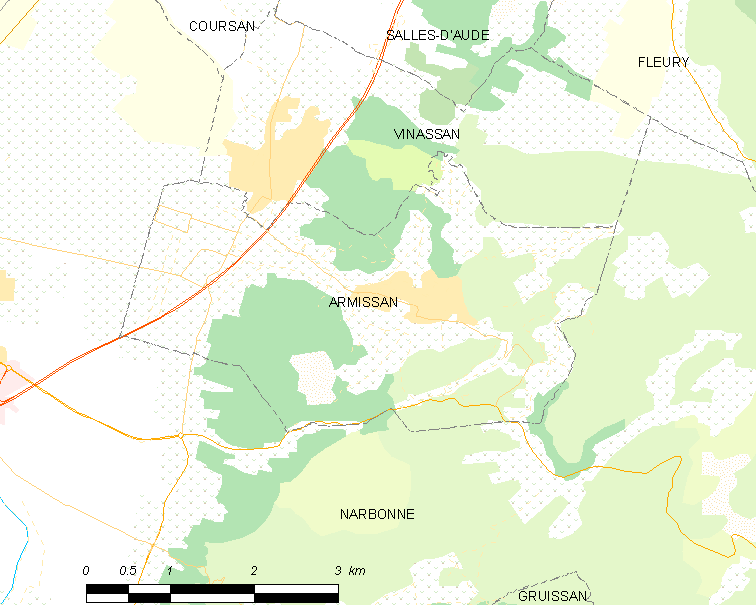
阿尔米桑的OSM定位图

## 行政
阿尔米桑的邮政编码为11110，INSEE市镇编码为11014。

## 政治
阿尔米桑所属的省级选区为奥德低平原县。

## 交通
法国国家A9号高速公路经过境内西部但未设出入口。奥德省省道D31线、D68线和D168线经过境内。

## 人口

1962-2008年间阿尔米桑人口变化图示

阿尔米桑于2022年1月1日时的人口数量为1474人。